# To the power of three
... To the power of three is het enige studioalbum van de Brits-Amerikaanse muziekgroep 3, ook wel bekend als Emerson, Berry & Palmer.
Het is het resultaat van een samenwerking tussen Keith Emerson, Carl Palmer uit Emerson, Lake & Palmer en Robert Berry. Berry moest daarbij de leemte opvullen van Greg Lake, die hevige ruzie had met Keith Emerson. Het album werd opgenomen in de E-Zee Studios en West Side Studios in Londen. Het album werd geen succes, recensenten waren er niet over te spreken en het publiek liet de plaat links liggen  Het album haalde in zes weken in de Billboard 200 de 97e plaats. De single Talkin’ about kon het album ook niet vlot trekken. Met name de popachtige liedjes van het album waren een doorn in het oog van Emerson en hij trok er snel de stekker uit. Opnamen voor een tweede album in 2015-2016 kwamen niet van de grond door het overlijden van Emerson.
Ook in later tijden werden de meningen niet beter. Zo meldt AllMusic voornamelijk “ongeïnspireerd”.  OOR's Pop-encyclopedie (versie 1992) vermeldt het album onder Emerson, Lake & Palmer, die dan geen eigen lemma (meer) hebben.

## Musici
- Keith Emerson – toetsinstrumenten
- Robert Berry – zang, gitaren, basgitaar
- Carl Palmer – drumstel

Met Suzie O'List, Kim Liatt J. Edwards en Lana Williams (achtergrondzang)

## Muziek
| Nr. | Titel                                  | Duur |
| --- | -------------------------------------- | ---- |
| 1.  | Talkin’ about (Berry)                  | 4:00 |
| 2.  | Lover to love (Emerson, Berry, Palmer) | 4;12 |
| 3.  | Chains (Sue Shifrin, Bob Marlette)     | 3:42 |
| 4.  | Desde la via (Emerson, Berry, Palmer)  | 7:06 |

Desde la vida bestaat uit drie delen: 1:La vsita, 2:Frontera, 3:Sangre de toro.

| Nr. | Titel                                                      | Duur |
| --- | ---------------------------------------------------------- | ---- |
| 1.  | Eight Miles High (Gene Clark, Roger McGuinn, David Crosby) | 4:08 |
| 2.  | Runaway (Berry)                                            | 4:42 |
| 3.  | You do or you don’t (Berry)                                | 5:02 |
| 4.  | On my way home (Emerson)                                   | 4:45 |

Eight miles high is een cover van het nummer van The Byrds, maar dan met tekstaanpassingen. On my way home is opgedragen aan Tony Stratton-Smith, eigenaar van Charisma Records, waar The Nice voor opnam. In de West End Studio was Nick Davis geluidstechnicus, hij zou vaste man worden bij Genesis.